# Капалуа (Гаваї)
Капалуа (англ. Kapalua) — переписна місцевість (CDP) в США, в окрузі Мауї штату Гаваї. Населення — 495 осіб (2020).

## Географія
Капалуа розташована за координатами 20°59′47″ пн. ш. 156°38′41″ зх. д. / 20.99639° пн. ш. 156.64472° зх. д. (20.996418, -156.644763).  За даними Бюро перепису населення США в 2010 році переписна місцевість мала площу 15,07 км², з яких 12,44 км² — суходіл та 2,62 км² — водойми.

## Демографія
Згідно з переписом 2010 року, у переписній місцевості мешкали 353 особи в 163 домогосподарствах у складі 116 родин. Густота населення становила 23 особи/км².  Було 1015 помешкань (67/км²).
Расовий склад населення:
| - 73,1 % — білих - 9,9 % — вихідців з тихоокеанських островів - 6,8 % — азіатів - 0,6 % — корінних американців - 0,6 % — чорних або афроамериканців |

До двох чи більше рас належало 8,8 %. Частка іспаномовних становила 4,0 % від усіх жителів.
За віковим діапазоном населення розподілялося таким чином: 12,5 % — особи молодші 18 років, 58,6 % — особи у віці 18—64 років, 28,9 % — особи у віці 65 років та старші. Медіана віку мешканця становила 56,0 року. На 100 осіб жіночої статі у переписній місцевості припадало 101,7 чоловіків;  на 100 жінок у віці від 18 років та старших — 96,8 чоловіків також старших 18 років.
За межею бідності перебувало 7,9 % осіб, у тому числі 0,0 % дітей у віці до 18 років та 6,5 % осіб у віці 65 років та старших.
Цивільне працевлаштоване населення становило 111 осіб. Основні галузі зайнятості: будівництво — 29,7 %, мистецтво, розваги та відпочинок — 24,3 %, фінанси, страхування та нерухомість — 18,0 %, науковці, спеціалісти, менеджери — 13,5 %.